# جایی که کوه‌ها شناور هستند
جایی که کوه‌ها شناور هستند (دانمارکی: Hvor bjergene sejler) یک فیلم مستند دانمارکی است که در سال ۱۹۵۵ منتشر شد. این فیلم نامزد دریافت جایزه اسکار بهترین فیلم مستند بود و برندهٔ جایزهٔ بودیل بهترین فیلم مستند شد.